# Fate Marable
Fate Marable (Paducah, 2 dicembre 1890 – St. Louis, 16 gennaio 1947) è stato un pianista statunitense  di musica jazz e direttore d'orchestra.

## Biografia
Nacque nel Kentucky e studiò pianoforte con sua madre. All'età di 17 anni iniziò a suonare sugli steam boat che viaggiavano lungo il Mississippi e in breve tempo divenne bandleader per le navi della Streckfus Line, che gestiva diversi battelli a ruota sui quali si tenevano spettacoli danzanti lungo la rotta da New Orleans, Louisiana a Minneapolis, Minnesota. Marable apprezzava il nuovo suono "jazz" praticato dai musicisti di New Orleans e il maggior numero degli strumentisti della sua orchestra erano stati reclutati in quella città.
I membri dell'orchestra di Marable dovevano essere in grado di suonare una grande varietà di musica, dagli ultimi successi ai classici di sempre, sia suonando a memoria che con gli spartiti, ma, soprattutto, a mantenere felici i ballerini. Marable era un direttore molto esigente e chiedeva competenza musicale e rigida disciplina a tutti i membri della sua band, ma permetteva loro di sviluppare i punti di forza individuali. Ad esempio a Louis Armstrong fu riconosciuto il suo dono per l'improvvisazione e gli fu permesso di improvvisare le sue variazioni, piuttosto che suonare lo spartito in maniera formale. La band di Marable servì da educazione musicale precoce a molti altri musicisti che più tardi sarebbe diventati elementi di primo piano nel jazz, tra cui Red Allen, Warren Dodds, Johnny Dodds, Pops Foster, Narvin Kimball, Al Morgan, Jimmy Blanton e Zutty Singleton.
Oltre che pianista e direttore d'orchestra, Marable era un abile suonatore di calliope, uno strumento che poteva essere udito per chilometri su e giù per il fiume e che generava la caduta di acqua di condensazione del vapore che Marable suonava indossando un impermeabile e un cappuccio.
Fate Marable morì di polmonite a Saint Louis all'età di 56 anni e venne tumulato nel cimitero di Oak Grove Cemetery a Paducah.
Il giovane George Russell, successivamente divenuto famoso per aver formulato il Lydian Concept, crebbe ascoltando la musica di Marable.
Fate era parente del batterista Larance Marable.